# 노다촌 (니가타현 사도군)
노다촌(野田村)은 니가타현 사와타군·사도군에 있던 촌이다. 

## 지리
- 사도가섬

## 역사
- 1889년 4월 1일 - 정촌제 시행에 의해 사와타군 노다촌이 성립하였다.
- 1901년 11월 1일 - 군 통합에 의해 사도군에 소속되었다.
- 1902년 4월 1일 - 사도군 니쿠촌과 합병해, 니쿠촌이 신설되어 소멸하였다.

## 참고문헌
- 『市町村名変遷辞典』東京堂出版、1990年。